# She Couldn't Say No (1954)
She Couldn't Say No is een Amerikaanse filmkomedie uit 1954 onder regie van Lloyd Bacon. Destijds werd de film in Nederland uitgebracht onder de titel Lastige liefdadigheid.

## Verhaal
Korby Lane is rijk geworden door olie. Ze brengt een bezoek aan haar geboortedorp in Arkansas. De inwoners van dat dorp hebben betaald voor een medische ingreep, toen ze nog een kind was. Ze laat haar dankbaarheid zien door hun anoniem geld te schenken. Ze komt ook in aanvaring met dokter Robert Sellers.

## Rolverdeling
| Acteur           | Personage          |
| ---------------- | ------------------ |
| Robert Mitchum   | Dr. Robert Sellers |
| Jean Simmons     | Korby Lane         |
| Arthur Hunnicutt | Odie Chalmers      |
| Edgar Buchanan   | Ed Meeker          |
| Wallace Ford     | Joe Wheelen        |
| Raymond Walburn  | Rechter Hobart     |
| Jimmy Hunt       | Digger             |
| Ralph Dumke      | Sheriff            |
| Hope Landin      | Juffrouw McMurtry  |
| Gus Schilling    | Ed Gruman          |
| Eleanor Todd     | Sally Watson       |
| Pinky Tomlin     | Elmer Wooley       |